# Wolfram Hanrieder
Wolfram F. Hanrieder (* 9. Mai 1931 in München; † 22. November 1995 in Santa Barbara (USA)) war ein amerikanischer Politikwissenschaftler mit dem Schwerpunkt Internationale Beziehungen.

## Leben
Wolfram Hanrieder besuchte das Ludwigs-Gymnasium in München und studierte an der University of Chicago, wo er seine Bachelor-Abschluss 1958 und seinen Master-Abschluss 1959 erwarb. An der University of California erwarb er 1963 in Politikwissenschaft einen Ph.D., lehrte dann an der Princeton University bis 1967 und kehrte anschließend zurück an die University of California. Er war Gastwissenschaftler u. a. an der Universität München und im Sommersemester 1974 an der Universität Kiel. 

## Leistungen
Wolfram Hanrieder zählte zu den herausragenden Analytikern der internationalen Beziehungen und war ein Spezialist für die deutsch-amerikanischen Beziehungen und die Außenpolitik der Bundesrepublik Deutschland.

## Schriften (Auswahl)
- West German Foreign Policy 1949–1963. International Pressure and Domestic Response. Stanford University Press, Stanford, Ca. 1967.
- Die stabile Krise. Ziele und Entscheidungen der bundesrepublikanischen Außenpolitik 1949–1969. Übersetzung Ursula Schmiederer. Bertelsmann Universitätsverlag, Düsseldorf 1971. ISBN 3-571-090853. (The stable crisis)
- (zusammen mit Larry V. Buel): Words and arms. A Dictionary of Security and Defense Terms; with supplementary data, Westview Press, Boulder/Color. 1979, ISBN 0-89158-383-1.
- (zusammen mit Graeme P. Auton): The Foreign Policies of West Germany, France, and Britain, Prentice-Hall, Englewood Cliffs, N.J., 1980, ISBN 0-13-326397-5.
- Fragmente der Macht. Die Außenpolitik der Bundesrepublik. R. Piper & Co. Verlag, München 1981.
- Germany, America, Europe. Forty Years of German Foreign Policy. Yale University Press, New Haven und London 1989, ISBN 0-300-04022-9.
- Deutschland, Europa, Amerika. Die Aussenpolitik der Bundesrepublik Deutschland 1949–1994. Schöningh, Paderborn u. a. 1991; 2., völlig überarb. und erw. Aufl. 1995. ISBN 3-506-73691-4.